# I Want You Back (canción de 'N Sync)
«I Want You Back» —en español: Te quiero de vuelta— es una canción y el primer sencillo lanzado por la banda NSYNC de su primer álbum, *NSYNC. El sencillo también está incluido en el álbum Greatest Hits. La canción ganó un premio Billboard por "Mejor videoclip de Baile". Llegó al número 13 en la lista Billboard Hot 100 y ha vendido más de un millón de copias. Fue certificado disco de Oro por la RIAA.

## Video musical
Se lanzaron dos versiones del video musical de "I Want You Back": una para el lanzamiento original de la canción y la otra para su relanzamiento mundial.
El primer video fue filmado en Suecia y presenta a los miembros de NSYNC en una estación espacial. En el vídeo hay muchos efectos, mientras los chicos tratan de tener contacto con la chica de la canción. Contiene la misma base de baile rutinario. Esta versión fue dirigida por Alan Calzatti en septiembre de 1996.
El segundo video fue dirigido por Jesse Vaughan y Douglas Biro en Estados Unidos. Este vídeo contenía escenas en escala de grises y se enfocaba más en introducir las personalidades de los miembros, mostrándolos en un almacén, jugando al billar, montando motos acuáticas y conduciendo por el vecindario.

## Listas de canciones
- Alemania (1996)

CD1
1. "I Want You Back" (radio version) – 3:20
2. "I Want You Back" (long version) – 4:23

CD2
1. "I Want You Back" (radio version) – 3:20
2. "I Want You Back" (long version) – 4:23
3. "I Want You Back" (club version) – 5:24
4. "I Want You Back" (Progressive Dub Mix) – 5:26

- Europe (1997)

1. "I Want You Back" (radio version) – 3:20
2. "Tearin' Up My Heart" (radio version) – 3:26
3. "You Got It" – 3:34
4. "I Want You Back" (club version) – 5:24

- Reino Unido (1997)

CD1
1. "I Want You Back" (radio version) – 3:20
2. "I Just Wanna Be with You" – 4:02
3. "I Want You Back" (Riprock and Alex G.'s Smooth Vibe Mix) – 4:28

CD2
1. "I Want You Back" (radio version) – 3:20
2. "Everything I Own" – 4:10
3. Exclusive interview – 5:06

- America (1997)

CD1
1. "I Want You Back" (radio version) – 3:20
2. "I Want You Back" (Riprock's Elevation Mix) – 5:28

CD2
1. "I Want You Back" (Hot Tracks Extended Version) – 5:23
2. "I Want You Back" (Riprock's Elevation Mix) – 5:28
3. "I Want You Back" (Florian's Transcontinent Club Mix) – 5:45
4. "I Want You Back" (Riprock & Alex G.'s Smooth Vibe Mix) – 4:27

Digipak edición limitada
1. "I Want You Back" (radio version) – 3:20
2. "Giddy Up" – 4:07

- Australia (1998)

1. "I Want You Back" (radio version) – 3:20
2. "I Want You Back" (Back Beat Radio Mix) – 3:38
3. "I Want You Back" (Riprock's Elevation Radio Mix) – 3:42
4. "I Want You Back" (Florian's Transcontinent Radio Mix) – 3:15
5. "I Want You Back" (Suggested Callout Hook) – 0:10

## Posicionamiento en listas

### Listas semanales
| Listas (1996)                                | Mejor posición |
| -------------------------------------------- | -------------- |
| Australia (ARIA)                             | 11             |
| Austria (Ö3 Austria Top 40)                  | 11             |
| Europa (European Hot 100)                    | 34             |
| Alemania (Offizielle Deutsche Charts)        | 10             |
| Países Bajos (Dutch Top 40)                  | 22             |
| Nueva Zelanda (Recorded Music NZ)            | 5              |
| Suecia (Sverigetopplistan)                   | 14             |
| Suiza (Schweizer Hitparade)                  | 5              |
| Reino Unido (UK Singles Chart)               | 62             |
| Listas (1998-99)                             | Mejor posición |
| Canadá (RPM Top Singles)                     | 12             |
| Irlanda (IRMA)                               | 22             |
| Reino Unido (UK Singles Chart)               | 5              |
| Estados Unidos (Billboard Hot 100)           | 13             |
| Estados Unidos (Mainstream Top 40 Billboard) | 7              |

### Posición fin de año
| Listas fin de año (1998) | Posición |
| ------------------------ | -------- |
| US Billboard Hot 100     | 37       |